# Lilla Sävsjön
Lilla Sävsjön är en sjö i Gislaveds kommun i Småland och ingår i Nissans huvudavrinningsområde.